# 傅爾丹
傅爾丹（转写：Furdan；？—1752年），瓜爾佳氏，滿洲鑲黃旗人，費英東曾孫，倭黑之子。清朝軍事將領，活躍於康熙、雍正及乾隆三朝。

## 生平

### 康熙年間
康熙三十年（1691年），父親倭黑逝世，傅爾丹襲爵為三等公兼佐領，授職為散秩大臣。康熙四十三年（1704年），任正藍旗蒙古都統。康熙四十七年，任正白旗蒙古都統。康熙四十八年（1709年），任領侍衛內大臣。康熙五十四年（1714年），以託有疾而未入直之罪，罷免領侍衛內大臣之職。受命率領土默特兵一千開赴烏蘭固木等處屯田。康熙五十六年（1717年），傅爾丹授職為振武將軍，與靖逆將軍富寧安出兵討伐噶爾丹，駐軍阿爾泰。康熙五十七年（1718年），傅爾丹上疏請與富寧安分路進兵，諭定師期。其後，傅爾丹請與征西將軍祁里德統領一萬二千人，以七月為期出兵布魯爾，直抵額爾齊斯河。剛好，策妄阿喇布坦遣使前來乞和，朝廷下令暫停進取，繕兵防守。其後傅爾丹更擊潰準噶爾，建立殊功。

### 雍正年間
雍正三年（1725年），傅爾丹被召還任內大臣。雍正四年（1726年），任黑龍江將軍。雍正六年（1728年），傅爾丹任吏部尚書，賜雙眼孔雀翎，甚得雍正帝器重。
雍正七年（1729年），策妄阿喇布坦死後，子噶爾丹策零繼嗣，屢次侵犯邊境。雍正帝遂任命傅爾丹為靖邊大將軍加少保，統領三軍出北路進擊，噶爾丹策零最後交出羅卜藏丹津，上表請降。雍正九年（1731年）五月，傅爾丹中了噶爾丹策零之詭計，冒險深入，差不多全軍覆沒，力戰才僥倖逃回，史称和通泊之战。雍正帝改任錫保為靖邊大將軍，傅爾丹只掌振武將軍印，協辦軍務。雍正十年（1732年），準噶爾入侵烏遜珠勒，錫保命令傅爾丹統領三千人禦敵，再嘗敗績。罷免領侍衛內大臣、振武將軍之職，削去公爵之位，命留軍效力。雍正十三年（1735年）伊都立等侵吞軍餉事發，牽連傅爾丹，朝廷下命侍郎海望逮捕詣京師下獄，並追論和通呼爾哈諾爾及烏遜珠勒兩戰失機之罪，諸王大臣等依律擬定處斬。皇命未下，正好雍正帝駕崩，乾隆帝即位，下命改為監候。

### 乾隆年間
乾隆四年（1739年），與岳鍾琪一同被釋放出獄。乾隆十三年（1748年），清軍征討大金川未下，傅爾丹授職為內大臣、護軍統領，開赴軍前效命。其後再署任川陝總督，與岳鍾琪一同治理軍事。乾隆十四年（1749年），下命傅爾丹轉為參贊。大金川退兵後，授職為黑龍江將軍。乾隆十七年（1752年），傅爾丹逝世，賜祭葬，諡號為「溫愨」。

## 家族
- 費英東 (曾祖)
- 納海、索海、圖賴 (伯祖)
- 察哈尼 (祖)
- 倭黑(父)、崔氏（生母）
- 哈達哈 (子)
- 兆德(孫)
- 哈寧阿、哈寧安、富興、富銳 (曾孫)

## 延伸阅读
[在维基数据编辑]
 《清史稿·卷297》，出自趙爾巽《清史稿》